# Hans Florine
Hans Florine (ur. 18 czerwca 1964 w Moradze) – amerykański wspinacz sportowy specjalizował się w prowadzeniu, we wspinaczce na czas oraz uprawiał sporty ekstremalne (X-Games). Mistrz świata we wspinaczce sportowej w konkurencji wspinaczki na czas z 1991, które odbyły się we Frankfurcie nad Menem jako 1. mistrzostwa świata.

## Kariera sportowa
W inauguracyjnych zawodach wspinaczkowych, które odbyły się w Niemczech w 1991 wywalczył złoty medal mistrzostw świata we wspinaczce na czas.

## Osiągnięcia

### Mistrzostwa świata
| Konkurencje  | 1991 | 1993  | 1997 |
| Prowadzenie  | 61   | 37-38 | 40   |
| Wsp. na czas | 1    | 4     | 4    |